# Michael Vartan
Michael Vartan, född 27 november 1968 i Boulogne-Billancourt, Hauts-de-Seine, är en fransk-amerikansk skådespelare, mest känd för sin roll som Michael Vaughn i TV-serien Alias.  
Vartan växte upp i Frankrike och flyttade som 18-åring till USA. Han fick sitt genombrott som skådespelare i den romantiska komedin Never Been Kissed (1999), där han spelade mot Drew Barrymore. Han har också medverkat i filmer som Fiorile (1993), Vänner och flickvänner (1996), One Hour Photo (2002) och Monster till svärmor (2005). Han har även medverkat i amerikanska TV-serien Vänner, där han spelade Richards son.
Vartan är brorson till den franska sångerskan Sylvie Vartan. Han är också styvson till den brittiska manusförfattaren Ian La Frenais, som har skrivit manuset till TV-serier som Öl, kvinnor och tegel (1983) och Hem till kåken (1979).
Han har haft en relation med Alias-kollegan Jennifer Garner. 

## Filmografi i urval
- Black Leather Jacket (dokumentär), 1988
- Un homme et deux femmes, 1991, Fred
- Stringer, 1992, Chris
- Promenades d'été, 1992, Thomas
- Fiorile, 1993, Jean/Massimo
- High Heels, 1995, Tommy
- Vänner och flickvänner, 1996, Scott
- Touch Me, 1997, Adam
- The Myth of Fingerprints, 1997, Jake
- Dead Man's Curve, 1998, Chris
- Never Been Kissed, 1999, Sam Coulson
- It Had to Be You, 2000, Charlie Hudson
- Det näst bästa, 2000, Kevin Lasater
- Ally McBeal (gästroll i TV-serie), 2000, Jonathan Bassett
- Sand, 2000, Tyler Briggs
- Avalons dimmor (miniserie), 2001, Sir Lancelot
- Alias (TV-serie), 2001-06, Michael Vaughn
- One Hour Photo, 2002, Will Yorkin
- Monster till svärmor, 2005, Kevin
- Territory, 2007, Pete McKell
- Big Shots (TV-serie), 2007-2008, James Walker
- Jolene, 2008, Brad
- Colombiana, 2011, Danny Delanay
- Bates Motel (TV-serie), 2014, George Heldens